# رينشن بارسبولد
الدكتور رينشن بارسبولد (بالمنغولية: Ринченгийн Барсболд)‏ مواليد 21 ديسمبر عام 1935 في أولان باتور هو عالم حفريات وجيولوجي منغولي. يعمل مع معهد الجيولوجيا في أولان باتور، منغوليا. وهو معروف في جميع أنحاء العالم كرائد في الفقاريات المتحجرة وعلم وصف طبقات الأرض في الدهر الوسيط.
كان بارسبولد مساهماً في اكتشاف واستعادة واحد من أكبر الديناصورات في العالم. ساهمت أعماله في تطور علم الأحياء القديمة في منغوليا وساعدت في نشوء فهم أكثر حداثة لتطور الديناصورات في أوراسيا.